# مارلين بيرغر
مارلين بيرغر (بالإنجليزية: Marilyn Berger)‏ هي صحفية أمريكية، ولدت في 23 أغسطس 1935.